# Two-step

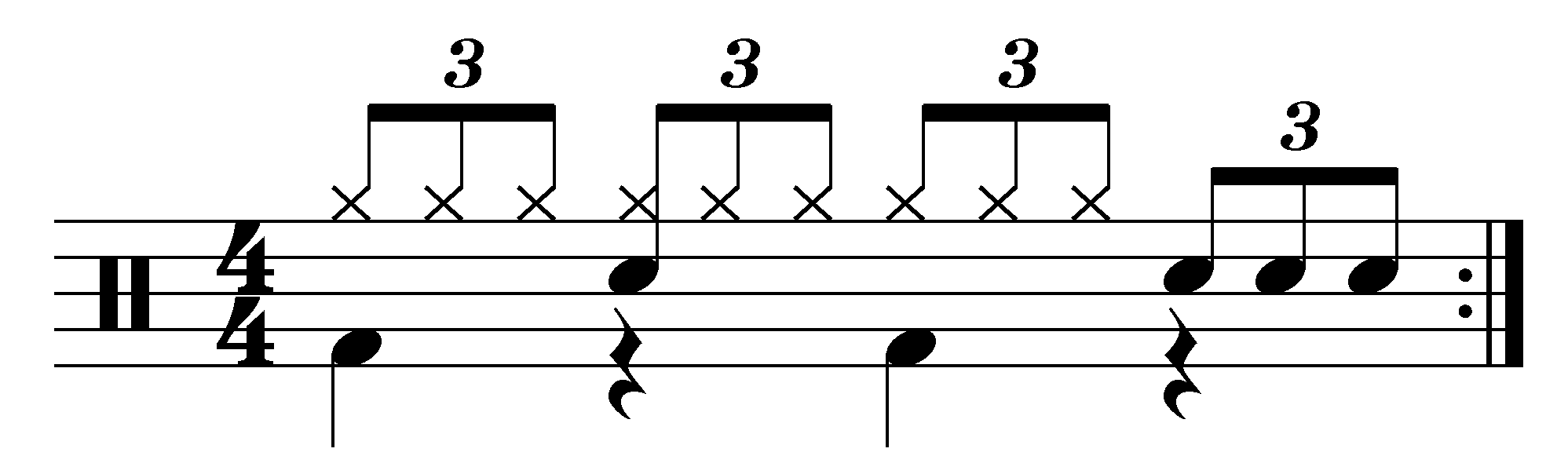
Patrón de tambor conocido como "Texas two-step" debido a su asociación con el paso de baile.

El country-western two-step, a menudo llamado «Texas two-step» o simplemente el «two-step», es un baile country-western generalmente bailado con música country en tiempo común. «El tradicional [Texas] two-step desarrollado, según mi teoría, porque se adapta al violín y la música de guitarra se tocó dos-cuatro veces con un ritmo firme [que se encuentra en la música country]. Uno-dos, uno-dos, deslizamiento».

El Texas two-step es el mismo paso conocido por los bailarines de salón que el fox-trot internacional. Excepto por el de un solo paso, que es precisamente eso, la mayoría de los bailes de Texas son variaciones de un two-step, también llamado half-step, que es simplemente un paso para cerrar. El Texas two-step generalmente se realiza con dos pasos largos y un paso de paso de dos a cuatro. Acelerado, es un deslizamiento o doble deslizamiento, pero sigue siendo un two-step.

Al igual que con otras danzas country-western, existen diferentes versiones de two-step. Incluso el mismo baile puede tener diferentes nombres dependiendo del área de los Estados Unidos, e incluso en el salón de baile en particular. Puede que no haya una forma «correcta» de hacer un baile en particular. «Cada pista de baile presenta una variedad de estilos... Cada región, cada aldea, tiene su propia forma de hacer el vals y el two-step». El two-step está relacionado con la polca, el vals de Texas y el jitterbug.

## Texas two-step
El two-step es un baile en pareja, que consiste en un «líder» y un «seguidor». El líder determina los movimientos y patrones de la pareja mientras se mueven por la pista de baile. Es una danza progresiva que avanza en sentido antihorario alrededor del piso. En general, el hombre lideraría el baile como el «líder». En los casos en que bailan en el círculo, el líder baila en el interior del círculo.
La pareja generalmente comienzan en posición cerrada con el líder frente a la línea de danza. El seguidor se para frente al líder. En un"«marco» tradicional, el líder coloca su mano derecha sobre el hombro izquierdo del compañero. En el estilo más contemporáneo, la posición cerrada se forma colocando la mano derecha debajo del brazo izquierdo del seguidor, en la espalda. En cualquier caso, el líder sostiene la mano derecha del seguidor en su mano izquierda a la altura del hombro aproximadamente.
Otras posiciones de baile incluyen:
- Embeleso: uno al lado del otro, la mano derecha principal en el hombro derecho del seguidor, y las manos izquierdas juntas cerca del hombro izquierdo.
- Sombra: uno al lado del otro, la mano derecha del seguidor en la parte posterior de su cadera derecha, la mano derecha del líder en el seguidor, la mano izquierda del líder en aproximadamente el nivel de la cadera en el lado izquierdo, el seguidor llega a la mano izquierda para colocarla en el líder.
- Envolver (abrazar): uno al lado del otro, siga el brazo izquierdo cruzando su cuerpo y sosteniendo la mano derecha del plomo. El brazo derecho del seguidor cruza sobre su izquierda y el plomo coloca su izquierda en él.
- Patinador: lado a lado.
- Paseo: ambos frente a la línea de baile.
- Paseo inverso: ambas líneas de baile de respaldo.

### QQS
El deux temp, también conocido como two-step, fue descrita por Wilson en 1899. Su descripción se puede leer como un paso, juntos, cambian de peso a otro pie.
Tradicionalmente, el two-step incluye tres pasos: un paso rápido, un paso rápido y luego un paso lento. En los tiempos modernos, esto también se conoce como texas polka. Se puede bailar con música con un compás de 2/4 o 4/4.
Los manuales de baile antiguos especifican que el mejor efecto se logra cuando los bailarines tienen un movimiento deslizante suave al ritmo de la música. Por ejemplo, el libro de 1939 Cowboy Dances afirma que, «el verdadero paso en dos debe ser suave y hermoso de ver. Pero en un baile occidental es bastante en especie para hacerlo alegre y saltarín». Sin embargo, los estilos modernos continuaron con el estilo suave y agregaron un ligero «toque».
Este mismo patrón de paso, paso, cierre, paso, con un tiempo de rápida y rápida desaceleración se dio como la definición de country-western two-step en 1983.
Este two-step es un baile con raíces en la historia de la danza europea y mexicana y apareció en Alemania y Hungría en el siglo XIX. Pasos similares bailaron en los fandangos mexicanos también fueron una influencia.
Las posiciones de baile incluyen: una posición abierta con la mano derecha del líder en el hombro izquierdo del seguidor, una posición cerrada sin espacio entre los compañeros y una posición cerrada en la que el líder envuelve su antebrazo izquierdo sobre el antebrazo derecho del seguidor y se agarra la mano con la palma contra la parte posterior de la mano del seguidor. También se usa una posición «lado a lado», «posición de hombro», «capa» o posición de varsouviana.

### QQSS
Originalmente llamado Texas shuffle step (o paso de Foxtrot), en algún momento se hizo más conocido como Texas two-step, que ahora es el baile más común con ese nombre. Bailado con música con compás de 4/4, consta de cuatro pasos con sincronización «rápida, rápida, lenta, lenta», donde el patrón de movimiento a menudo se denomina «caminar juntos, caminar, caminar».  This Two-Step has been taught as early 1983.
El two-step se puede bailar en una amplia gama de ritmos, como 130 ppm a más de 200 ppm. Los bailarines logrados pueden bailar a ritmos superiores a 185 bpm. El United Country Western Dance Council (UCWDC) enumera al two-step a 180-210 ppm, mientras que el Country Western Dance International (CWDI) enumera al two-step a 160-192 ppm.
El paso básico del two-step consiste en dos pasos rápidos, seguidos por dos pasos lentos (o alternativamente, dos pasos lentos seguidos de dos pasos rápidos). El baile puede comenzar con los pasos lentos o los pasos rápidos, según lo dicte la costumbre local.
El líder comienza avanzando con su pie izquierdo. El seguidor comienza retrocediendo con su pie derecho.
Formalmente, los pasos rápidos son pasos completos, con un pie pasando el otro en cada paso. Sin embargo, en situaciones informales, particularmente cuando el ritmo de la música es rápido, el segundo paso rápido puede ser un movimiento aleatorio, con el pie que está detrás después del primer paso rápido deslizándose hacia arriba, pero ni siquiera con el pie al frente.
Este estilo tiene raíces con el foxtrot y los patrones básicos de dos pasos son equivalentes a los de muchos otros bailes progresivos de parejas.
Las figuras más avanzadas pueden ser sincopadas, siguiendo otros patrones como QQSQQS o QQQQSS (donde Q representa un paso rápido y S un paso lento).

## Variaciones
Existen otros estilos de baile relacionados con el two-step.

### Baile de sombra
En el baile de sombra, una variación que se encuentra en algunos lugares de country/western gay, el seguidor se coloca delante del protagonista y ambos se enfrentan con la línea de baile. El líder coloca su mano derecha sobre la sección media del seguidor o la hebilla del cinturón, y el seguidor coloca su mano derecha sobre la mano del líder. El líder toma la mano izquierda del seguidor por su cuenta y la mantiene flojamente hacia la izquierda en una posición similar a la que se usa en los dos pasos estándar.
El recuento es el mismo que para el two-step sin sombra. El seguidor usa el mismo juego de pies que el líder en este caso, comenzando en el pie izquierdo. El líder empuja al seguidor por el suelo, con los cuerpos tocando o muy juntos, como si el líder fuera la sombra del seguidor. El par normalmente girará y tejirá, y el líder puede girar al seguidor antes de volver a la posición estándar. El líder también puede traer al seguidor detrás de él o ella, dando la apariencia de haber intercambiado roles pero con la ventaja aún bajo control, y la ventaja puede traer de vuelta al seguidor al frente.
El ritmo de la sombra country no es el mismo que el del two-step. La sombra se realiza en un paso de balanceo o desplazamiento que tiene el mismo juego de pies que los dos pasos, pero el tiempo de los pasos es diferente. En dos pasos, se baila a un tiempo de 4/4 con un básico hecho en 3 conteos (SSQQ) donde cada lento es 1 latido y cada rápido es 1/2 de latido. Los bailarines terminan con el mismo pie libre cada vez, por lo que se necesitan 4 medidas para volver al primer tiempo de la medida con el primer paso de baile.
En la sombra, el tiempo es más aleatorio donde la música suele ser un tiempo de 6/8. Esto es esencialmente un ritmo de swing. El patrón de sombras es el mismo que en el two-step (2 pasos lentos y 2 rápidos), pero no es el mismo momento. Es más estrechamente contado como «shuffle, step, step» donde el shuffle es 3 conteos de exactamente el mismo tiempo. Se podría argumentar que el patrón del QQS es el mismo que el del shuffle, pero dado que se ha realizado en un tiempo musical diferente, eso es incorrecto. Muchas personas lo cuentan como si fuera un two-step (SSQQ o QQSS), pero eso no significa que no modifiquen el tiempo para que coincida con la música, que luego se convierte en un paso aleatorio.

## Otros two-steps

### Rhythm two-step
Otro «two-step» hecho casi exclusivamente en Arizona también se conoce como Rhythm Two-step, y es casi estacionario. El ritmo es avanzar, tocar, retroceder, tocar, caminar. Su música está en tempo entre Triple two-step y Texas two-step.

### Double two-step
El Double two-step, también conocido como triple two-step (y así designado por el UCWDC, que lo clasifica como un estilo de baile competitivo independiente), generalmente se baila con música más lenta. Los dos pasos lentos se reemplazan por dos conjuntos de pasos triples. Por el contrario, los dos pasos rápidos son ahora pasos lentos. Una forma de contar el doble two-step es «1 y 2», «3 y 4», paso, paso. El conteo es el mismo que el del triple East-coast swing.
El líder avanza con su pie izquierdo para comenzar el baile. El seguidor retrocede hacia su derecha. Los socios se abrazan como en el two-step básico.
El doble two-step también se conoce como «reproducción aleatoria». Para el Worth Shuffle tiene el mismo patrón que el doble two-step, excepto que el primer triple paso comienza con el pie derecho.

### Night Club two-step
Véase Nightclub two-step.

### Historic two-step
Una forma de two-step no relacionada con el actual baile creó un cambio radical en el estilo de la danza a fines del siglo XIX. A menudo se interpretó para la música estadounidense de la marcha «The Washington Post» de John Philip Sousa.

### Videos
- Cómo bailar el Two-Step
- Two-step de Arizona
- Cómo bailar el Triple Two

- Datos: Q5177180